# 吕省
呂省（？—前636年），字子金，中国春秋时期晉国的大夫，《史記》和《東周列國志》作呂省，《左傳》作呂甥，因為封地在阴、呂和瑕，所以又作呂飴甥、瑕呂飴甥、陰飴甥、瑕甥。

## 生平
前650年，與郤芮一起擁立晉惠公。前645年，秦晉韓之戰之後，晉惠公被秦國俘虜，他到秦國去，勸秦穆公支持晉惠公。言辭就是所謂的《陰飴甥對秦伯》。晉惠公被放回。前636年，公子重耳回國即位為晉文公，呂省、郤芮想火燒宮殿殺害晋文公，被勃鞮告密，吕省、郤芮渡黄河逃到秦国去，秦穆公将他们诱杀。